# Bengalia gaillardi
Bengalia gaillardi este o specie de muște din genul Bengalia, familia Calliphoridae, descrisă de Sourcouf și Guyon în anul 1912. Conform Catalogue of Life specia Bengalia gaillardi nu are subspecii cunoscute.